# Белица (Курская область)
Белица — село в Беловском районе Курской области, центр Беличанского сельсовета.

## География
Находится в 13 км к северо-западу от райцентра слободы Белая, на перекрёстке автодорог Суджа — Белая — Обоянь. Через Белицу протекает река Псёл. Своему названию село обязано поразительно красивыми меловыми обнажениями которые находятся в северной части села.

## История названия села Белица
В 1662 г. в архивных документах в г. Курск значится село Богоявленское Обояньского уезда. Впервые в архивных материалах встречаются Введенская и Богоявленская Белица 1900 г. Население каждой из них составляло по 1,5 тыс. человек.
Белица (словарь под редакцией Ожегова) — послушница монастыря, не принявшая монашество. Мужчина — белец. Черница-принявшая монашество. Мужчина — чернец (х. Чернецкий). В архивных документах речка, при впадении которой Псёл расположено село называется Белица. В свою очередь название её могло произойти от «белого ключа», то есть чистого.
До революции в Белице насчитывалось 476 хозяйств Имелось 2 церкви, 2 частных лавки, 3 шинка, 2 школы (начальных), в которых обучалось около 100 детей. В 2 церквях: Введенском и Богоявленском храмах — служили 2 священника, 2 дьякона. В школах работало 2 учителя. Медработников в селе не было. Население в основном было не грамотное, человек 30 умело читать и писать. Жилые строения в основном были деревянные, крытые соломой, кое у кого встречались керосиновые лампы. У большинства были каганцы. Распашной земли имелось 3400 га, из которой 450 га принадлежало дворянину Шатохину, 1500 га распределялись между 426 хозяйствами крестьян. Урожайность в самые хорошие годы составляла 14 ц с гектара. У многих своего хлеба хватало только до середины зимы. Чтобы прокормить семью, большинство крестьян занималось извозом или батрачило у кулаков. Многие уходили на заработки в Донбасс, Таврию, на Дон и Кубань.
В 1966 г. указом президиума ВС РСФСР села Богоявленная Белица и Веденская Белица, фактически слившиеся в единый населенный пункт, объединены в село под названием Белица.

## Население
| 2002 | 2010  |
| ---- | ----- |
| 1219 | ↘1051 |

## Экономика
Население занято в основном в сельском хозяйстве. Имеются также лесопильные предприятия.

## Достопримечательности
В селе имеется Введенская церковь, построенная в 1907 году и являющаяся памятником архитектуры. А также братская могила воинов, погибших в 1943 году при освобождении села. Сооружена в 1961 году. В братской могиле захоронены: 191 воин, в том числе 19 офицеров.